# Tadej Slapnik
Tadej Slapnik, slovenski inženir strojništva in politik, * 17. oktober 1973, Celje.
Od leta 2009 do leta 2011 je bil poslanec Državnega zbora Republike Slovenije; Slapnik ni bil v zbor izvoljen neposredno, ampak je 15. julija 2009 zamenjal Iva Vajgla, ki je bil predhodno izvoljen za evroposlanca.

## Življenjepis
4. julija 2000 je bil izvoljen za podpredsednika Stranke mladih Slovenije.
Pred izvolitvijo je bil direktor Mladinskega centra Dravinjske doline, podiplomski študent tehniškega varstva okolja in občinski svetnik Občine Slovenske Konjice.

## 5. državni zbor Republike Slovenije
V tem mandatu je bil član naslednjih teles:
- Komisija za nadzor obveščevalnih in varnostnih služb (član),
- Odbor za kmetijstvo, gozdarstvo in prehrano (član),
- Odbor za obrambo (član),
- Odbor za visoko šolstvo, znanost in tehnološki razvoj (član),
- Preiskovalna komisija za ugotovitev politične odgovornosti ministra za visoko šolstvo, znanost in tehnologijo Gregorja Golobiča zaradi suma klientelizma in koruptivnega ravnanja (namestnik člana),
- Preiskovalna komisija za ugotovitev in oceno dejanskega stanja izdajanja in financiranja brezplačnih tednikov "Slovenski tednik" in "Ekspres" (član) in
- Preiskovalna komisija za ugotovitev politične odgovornosti nosilcev javnih funkcij v zadevi Patria (podpredsednik).

Na državnozborskih volitvah leta 2011 je kandidiral na listi Zares.